# IRIX
IRIX je operační systém vyvinutý Silicon Graphics, Inc. (SGI), který běží nativně na 32bitové a 64bitové MIPS architektuře pro pracovní stanice a servery. Je založen na UNIX system V s BSD rozšířením. Je schopný extrémně dlouhé doby provozu bez vypnutí a jeho souborový systém XFS je považován za jeden z nejpokročilejších žurnálovacích souborových systémů v průmyslu.
Aktuální významnější verze systému IRIX je IRIX 6.5 která byla uvolněna v květnu 1998. Nové méně významné verze jsou vydávány každé čtvrtletí. U verze 6.5.22 byly uvolněny dvě verze: 1) udržovací verze, která původní IRIX 6.5. zpřesňuje a 2) doplňovací verze, která obsahuje různá vylepšení a rozšíření. Aktualizace z 6.5.x na 6.5.22 udržovacího vydání je k dispozici bezplatně ke stažení, zatímco verze 6.5.23 a vyšší požaduje aktivní smlouvu podpory Silicon Graphics pro běh pouze na hardwaru Silicon Graphics.

## Historie
Jméno IRIX bylo poprvé použito v roce 1988 při vydání operačního systému 3.0 série SGI's IRIS 4D pro pracovní stanice a servery. Předchozí vydání byly identifikovány podle čísla verzí předpon "4D1-", např. "4D1 2.2". Přepona 4D1 byla používána v oficiálních dokumentacích číselných vydání systému IRIX.
IRIX 3.x byl založen na UNIX system V Release 3 s 4.3BSD rozšířením a začleněn do 4Sight Windows systém, založen na NeWS a IRIS GL. Extend file system (EFS) od SGI nahradil souborový systém Unix System V.
IRIX 4.0, vydaný v roce 1991, nahradil 4Sight s X Window system (X11R4), podobně vypadajícím 4Dwm Windows managerem.
IRIX 5.0, vydaný v roce 1993, začleňuje určité rysy UNIX System V Release 4, včetně spustitelného formátu ELF. IRIX 5.3 uvedl XFS žurnálovací systém souborů.
V roce 1994 IRIX 6.0. přidal podporu pro 64bitový MIPS R8000 procesor, ale jinak byl podobný IRIX 5.2. Později vydaný 6.x podporoval další členy rodiny 64bitových procesorů MIPS. IRIX 6.3 byl uvolněn pouze pro pracovní stanice. IRIX 6.4 zlepšený o multiprocesorovou rozšířitelnost pro systémy Origin 2000 a Onyx2 byl prodáván jak „Cellular IRIX“, ačkoli jsou začleněny jen nějaké rysy z originálního projektu distribuovaného operačního systému Cellular IRIX. IRIX 6.4 měl vážné problémy se spolehlivostí, což omezovalo jeho zavedení. Vývoj IRIXu se stabilizoval s uvolnění IRIX 6.5 v roce 1998. Aktuální verze IRIXu je 6.5.30, která byla uvolněna v srpnu 2006.

## Rysy
IRIX 6 je kompatibilní s UNIX system V Release 4, UNIX 95 a POSIX (včetně 1e/2c konceptu 15 ACL).
IRIX má silnou podporu pro diskové a grafické I/O operace v reálném čase. IRIX byl jeden z prvních verzí Unixu k tomu, které uváděly grafické uživatelské rozhraní hlavně v prostředí desktopu. IRIX byl široce používán v počítačovém animačním průmyslu a pro vědecké vizualizace díky jeho velkému aplikačnímu základu.
IRIX užívá Indigo Magic Desktop, který standardně užívá 4Dwm X window manager s uživatelským pohledem navrženým v Motif widget toolkit.

## Ústup IRIXu
V tiskové zprávě 6. září 2006, SGI oznámila konec produktové řady založené na MIPS/IRIX. Produkce skončila 29. prosince 2006 a poslední objednávky byly splněny v březnu 2007. Podpora pro tyto produkty skončí v prosinci 2013. Veškeré zbývající SGI produkty řídí Linux.